# رنشن
شهر رنشن (به آلمانی: Renchen) در ایالت بادن-وورتمبرگ در کشور آلمان واقع شده‌است.